# Utah Jazz
A Utah Jazz profi kosárlabdacsapat az NBA Nyugati főcsoportjában, az Északnyugati csoportban. Székhelyük Salt Lake City. A Jazz az NBA alapítása óta tagja a nyugati főcsoportnak. 1991 óta a csapat a hazai mérkőzéseit a Vivint Smart Home Arenában vívja. A franchise 1974-ben lépett be az NBA-be, mint New Orleans Jazz, New Orleans-i székhellyel. A csapat 1979-ben költözött át Salt Lake Citybe. 

## Története
A Jazz volt a liga korai történetének egyik legsikertelenebb csapata. Az első rájátszásbeli szereplésükre 1984-ig kellett várniuk, azonban ettől kezdve 20 egymást követő szezonban, egészen 2004-ig folyamatosan tagja volt a playoff szereplőinek. Az 1980-as évek végétől kezdte meg szereplését csapatban Karl Malone és John Stocton duója. 1990-ben vette át a csapat irányítását Jerry Sloan vezetőedző, akinek közreműködésével 1997-ben és 1998-ban is döntőbe jutott a csapat.
2020 októberében a korábbi tulajdonos Miller család 1,66 milliárd dollárért értékesítette a csapatot és a Vivint Smart Home Arenát Ryan Smith-nek.